# 1050-е годы до н. э.
1050-е (ты́сяча пятидеся́тые) го́ды до на́шей э́ры по пролептическому юлианскому календарю — промежуток времени с 1 января 1059 года до н. э. по 31 декабря 1050 года до н. э., включающий с 1059 по 1051 годы 5-го десятилетия  и 1050 год 6-го десятилетия XI века 2-го тысячелетия до н. э. Им предшествовали 1060-е годы до н. э., за ними следовали 1040-е годы до н. э. Они закончились 3075 лет назад.

## События
- 1054 до н. э. — Шамши-Адад IV сын Тиглатпаласара I узурпирует трон Ассирии после своего племянника Эриба-Адада II.
- 1053 до н. э. — Смерть Кан-вана, императора из династии Чжоу древнего Китая. В Сентябре происходит выравнивание 5 планет.
- 1052 до н. э. — Чжао-ван сменяет Кан-вана.
- 1051 до н. э. — Саул становится первым царём Древнего Израиля.
- 1050 до н. э. — Смерть Шамши-Адада IV; его сын Ашшур-нацир-апал I становится его преемником в качестве царя Ассирии.
- 1050 до н. э. — Филистимляне в битве с Израилем захватывают Ковчег завета.
- 1050 до н. э. — Закат династии Шан в древнем Китае, воцарение династии Чжоу.
- 1050 до н. э. — В древней Греции начинается протогеометрический период.